# Sistema de preços
Em economia, um sistema de preços é um componente de qualquer sistema econômico que usa preços expressos em qualquer forma de dinheiro para a avaliação e distribuição de bens e serviços e os fatores de produção. Exceto por possíveis comunidades remotas e primitivas, todas as sociedades modernas usam sistemas de preços para alocar recursos, embora os sistemas de preços não sejam usados exclusivamente para todas as decisões de alocação de recursos.
Um sistema de preços pode ser tanto um sistema de preços fixos onde os preços são administrados por um órgão governamental, ou pode ser um sistema de preços livres onde os preços são deixados flutuando "livremente" conforme determinado pela oferta e demanda desinibida pelos regulamentos. Um sistema de preços mistos envolve uma combinação de preços administrados e não regulados.

## História
Os sistemas de preços existem desde que houve dinheiro.
O sistema de preços evoluiu para o sistema do capitalismo global que está presente no início do século XXI. A União Soviética e outros estados comunistas com uma economia centralizada planejada mantiveram sistemas de preços controlados. Se o rublo ou o dólar é usado no sistema econômico, o critério de um sistema de preços é o uso do dinheiro como árbitro e árbitro final habitual de se uma coisa é feita ou não. Em outras palavras, poucas coisas são feitas sem considerar os custos monetários e o potencial lucro de um sistema de preços.

### Debate sobre o socialismo
O economista americano Thorstein Veblen escreveu um tratado seminal sobre o desenvolvimento do termo, conforme discutido neste artigo: Os Engenheiros e o Sistema de Preços. O seu capítulo VI, Um Memorando sobre um Soviete Praticável de Técnicos discute a possibilidade da revolução socialista nos Estados Unidos comparável àquela então ocorrendo na Rússia (os Soviéticos ainda não tinham se tornado um estado naquele tempo (A URSS foi formada em 1922)).
A concepção original do socialismo envolvia a substituição do dinheiro como uma unidade de cálculo e preços monetários como um todo por cálculo em espécie (ou avaliação baseada em unidades naturais), com decisões comerciais e financeiras substituídas por critérios técnicos e de engenharia para administrar a economia. Fundamentalmente, isso significava que o socialismo operaria sob diferentes dinâmicas econômicas do que as do capitalismo e do sistema de preços.
Na década de 1930, os economistas Oskar Lange e Abba Lerner desenvolveram um modelo abrangente de economia socialista que utilizava um sistema de preços e dinheiro para a alocação de bens de capital. Em contraste com um sistema de preços de livre mercado, os preços socialistas seriam fixados por um conselho de planejamento para igualar o custo marginal de produção para atingir a eficiência neoclássica  de Pareto. Como esse modelo de socialismo dependia de dinheiro e administrava preços em oposição a cálculos não monetários em grandezas físicas, era rotulado de socialismo de mercado. De fato, Oskar Lange admitiu que os cálculos em um sistema socialista teriam que ser realizados em termos de valor com um sistema de preços em funcionamento, em vez de usar critérios puramente naturais ou de engenharia, como no conceito clássico de socialismo.

### Hayek
O economista da Escola Austríaca, Friedrich Hayek argumentou que um sistema de preços livres permitia a coordenação econômica através dos sinais de preço que as mudanças nos preços enviam, o que é considerado uma de suas contribuições mais significativas e influentes para a economia.
Em " O Uso do Conhecimento na Sociedade " (1945), Hayek escreveu: "O sistema de preços é apenas uma daquelas formações que o homem aprendeu a usar (embora ele ainda esteja muito longe de ter aprendido a fazer o melhor uso dele) depois de ter tropeçado sem entender. Por meio dela, não apenas uma divisão de trabalho, mas também uma utilização coordenada de recursos baseada em um conhecimento igualmente dividido tornou-se possível. As pessoas que gostam de ridicularizar qualquer sugestão de que isso seja assim geralmente distorcem o argumento insinuando que ele afirma que, por algum milagre, apenas esse tipo de sistema cresceu espontaneamente, o que é mais adequado à civilização moderna. É o inverso: o homem foi capaz de desenvolver essa divisão do trabalho em que nossa civilização se baseia porque aconteceu de se deparar com um método que tornou isso possível. Se ele não tivesse feito isso, ele ainda poderia ter desenvolvido algum outro tipo de civilização completamente diferente, algo como o "estado" das formigas térmitas, ou algum outro tipo totalmente inimaginável."